# Joshua Dufek
Joshua Dufek, dit Josh Dufek, né le 13 décembre 2004 à Londres, est un pilote automobile britannico-autrichien, courant sous licence suisse. Depuis 2024, il participe au championnat de Formule 3 FIA avec PHM Racing. Il a également été membre de la Sauber Academy en 2019.

## Biographie

### Karting et Sauber Academy
Dufek commence sa carrière en karting à l'âge de sept ans. En 2019, alors qu'il est encore en karting, Joshua Dufek rejoint la Sauber Academy. Au cours de cette même saison, soutenu par la structure suisse, il fait équipe avec Dexter Patterson dans le championnat d'Europe puis dans le championnat du monde de karting,. Ses résultats sont cependant jugés décevants et Sauber décide de ne pas le conserver dans son académie.

### Débuts en monoplace

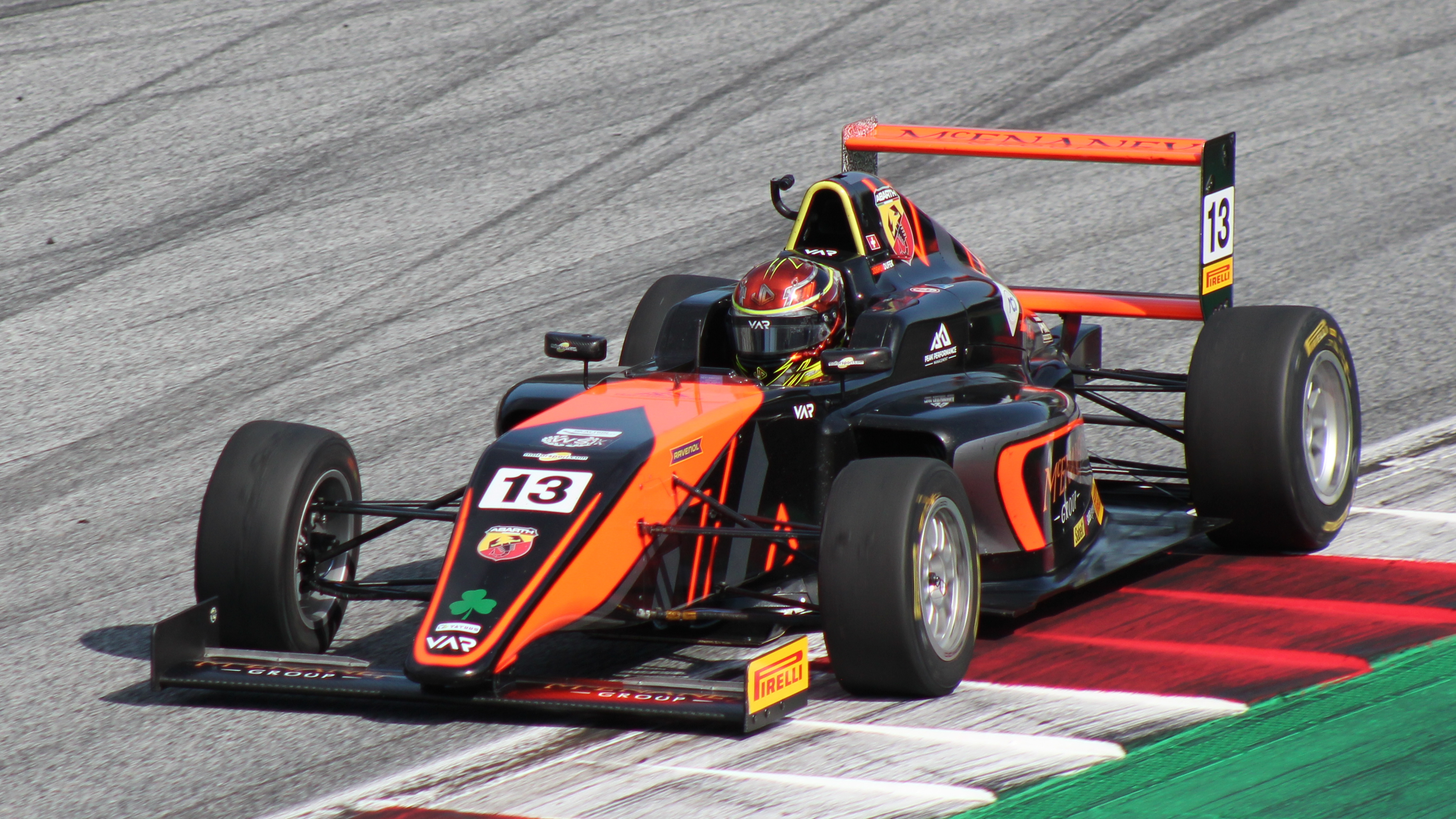
Joshua Dufek en Formule 4 italienne en 2021 à Spielberg.

#### 2020
En 2020, Dufek fait ses débuts en monoplace et rejoint le Championnat d'Espagne de Formule 4 où il signe avec MP Motorsport. Confronté à la comparaison de ses coéquipiers Kas Haverkort et Mari Boya, son début de saison est difficile avec un unique podium et une pole position lors de la troisième course en Navarre. Ses résultats s'améliorent par la suite, avec trois troisièmes places lors de la manche de Jerez puis deux deuxièmes places à Valence, terminant moins d'une seconde derrière Haverkort. Il signe trois autres podiums en seconde partie de saison. Il se classe quatrième du championnat avec 186 points.

#### 2021
En 2021, Dufek rejoint les championnats italien et allemand de Formule 4, et signe avec Van Amersfoort Racing aux côtés d'Oliver Bearman et de Nikita Bedrin. Sa saison commence de la même manière qu'en 2020. En Italie, il doit attendre la huitième course disputée à Vallelunga pour monter sur son premier podium avant d'en signer un deuxième à Imola. Lors de la manche du Red Bull Ring disputée sous la pluie, il tente le pari audacieux de passer en pneus pluie ; ce pari s'avère payant, lui permettant d'obtenir la deuxième place à l'arrivée. Son meilleur week-end de la saison survient au Mugello : après avoir décroché les trois pôles positions du week-end, Dufek termine deuxième de la première course avant de décrocher sa première victoire lors de la deuxième course, où il perd sa pôle au départ avant de reprendre la tête après deux dépassements sur Sebastián Montoya et Joshua Dürksen,. Il termine sa saison dans le championnat italien à la septième place avec 154 points.
En Allemagne, Dufek monte sur son premier podium lors de la deuxième course de la manche de Zandvoort avec une deuxième place à l'arrivée. Lors des courses suivantes, il rate la victoire à deux reprises, notamment lors de la manche d'Hockenheim et de celle du Nürburgring face à Luke Browning et Tim Tramnitz,. Il termine sa campagne dans le championnat allemand à la septième place avec 127 points, malgré son absence lors de la manche du Sachsenring.

### Formule Régionale

#### 2022

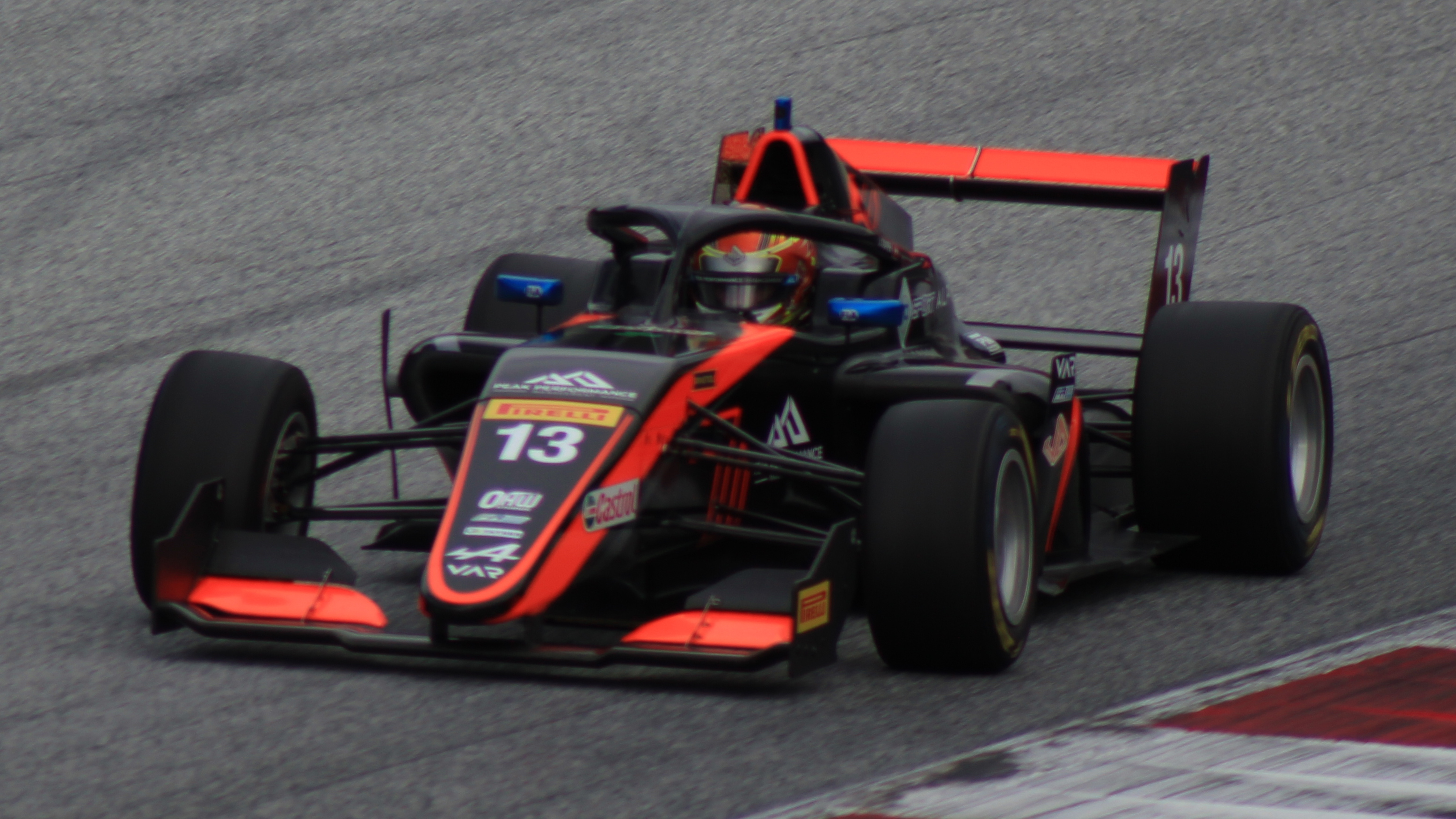
Joshua Dufek en Formule Régionale en 2022 à Spielberg.

Fin 2021, après avoir participé aux essais d'après-saison avec MP Motorsport puis Van Amersfoort Racing, Dufek signe avec cette dernière écurie pour la saison 2022 aux côtés de Kas Haverkort et de Levente Révész,,,. Avant de commencer sa saison principale, Dufek dispute le championnat d'Asie dans l'équipe Hitech Grand Prix pour les trois premières manches. Il décroche deux podiums dans la catégorie rookie et se classe dix-huitième avec 12 points,,. Sa campagne européenne commence difficilement, n'inscrivant que deux points lors des dix premières courses, loin de son coéquipier Haverkort, plus régulier. Il parvient cependant à inverser la tendance lors de la manche du Hungaroring, avec deux arrivées dans le top 10. Ces performances sont suivies par un double podium sur le Red Bull Ring au retour de la pause estivale. Il intègre alors le top 10 du classement,. En arrivant au Mugello, Dufek occupe le dixième rang du championnat, à 11 points de Leonardo Fornaroli. Un podium lors de la première course du week-end toscan et une qualification en première ligne lors de la seconde course de l'épreuve lui permettent de se rapprocher de son rival italien au championnat. Une erreur tardive lors d'une bataille avec Hadrien David lui fait perdre trois places et le titre de meilleur rookie au profit de Fornaroli. Il achève sa première saison à la neuvième place du championnat avec un total de 79 points.

#### 2023
Durant l'hiver 2023, Dufek participe au championnat du Moyen-Orient avec la nouvelle écurie PHM Racing. Lors de la deuxième manche au Koweit, il s'impose lors de la deuxième course avant d'être disqualifié pour infraction au règlement technique. Il obtient cependant deux podiums durant cette campagne et se classe sixième du championnat avec 105 points. Pour sa saison européenne, il retrouve Van Amersfoort Racing pour une deuxième saison dans la catégorie.

### Euroformula Open

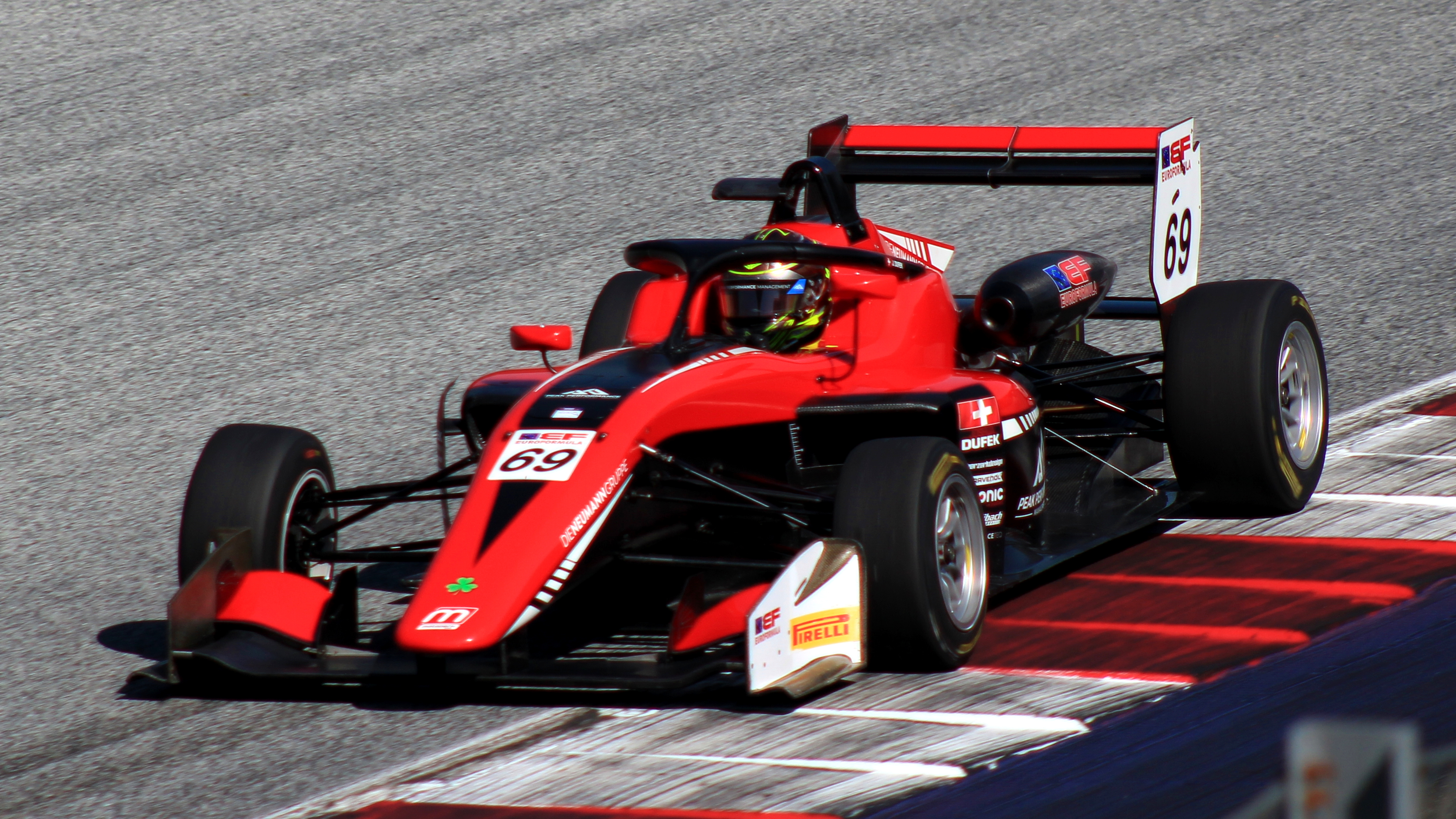
Joshua Dufek en Euroformula Open en 2023 à Spielberg.

Après avoir quitté la Formule Régionale, Dufek rejoint l'Euroformula Open pour la seconde partie de saison, au sein de l'écurie CryptoTower Racing. Lors de son premier week-end de course au Red Bull Ring, il décroche un double podium; performance qu'il réitère à Monza avec un triple podium, dont une victoire lors de la troisième course. Il termine la saison avec un autre double podium au Mugello. Sur les huit courses qu'il dispute, il monte à sept reprises sur le podium avec une victoire à la clé. Il se classe septième du championnat avec 138 points.

### Formule 3 FIA

#### 2023: Pige chez Campos Racing
Dufek est appelé par Campos Racing en Formule 3 FIA pour la dernière manche à Monza, en remplacement de Hugh Barter,. Après être parti en tête-à-queue lors des qualifications, il termine quatorzième des deux courses et se classe vingt-neuvième au classement. En octobre, il dispute les essais d'après-saison avec PHM Racing.

#### 2024

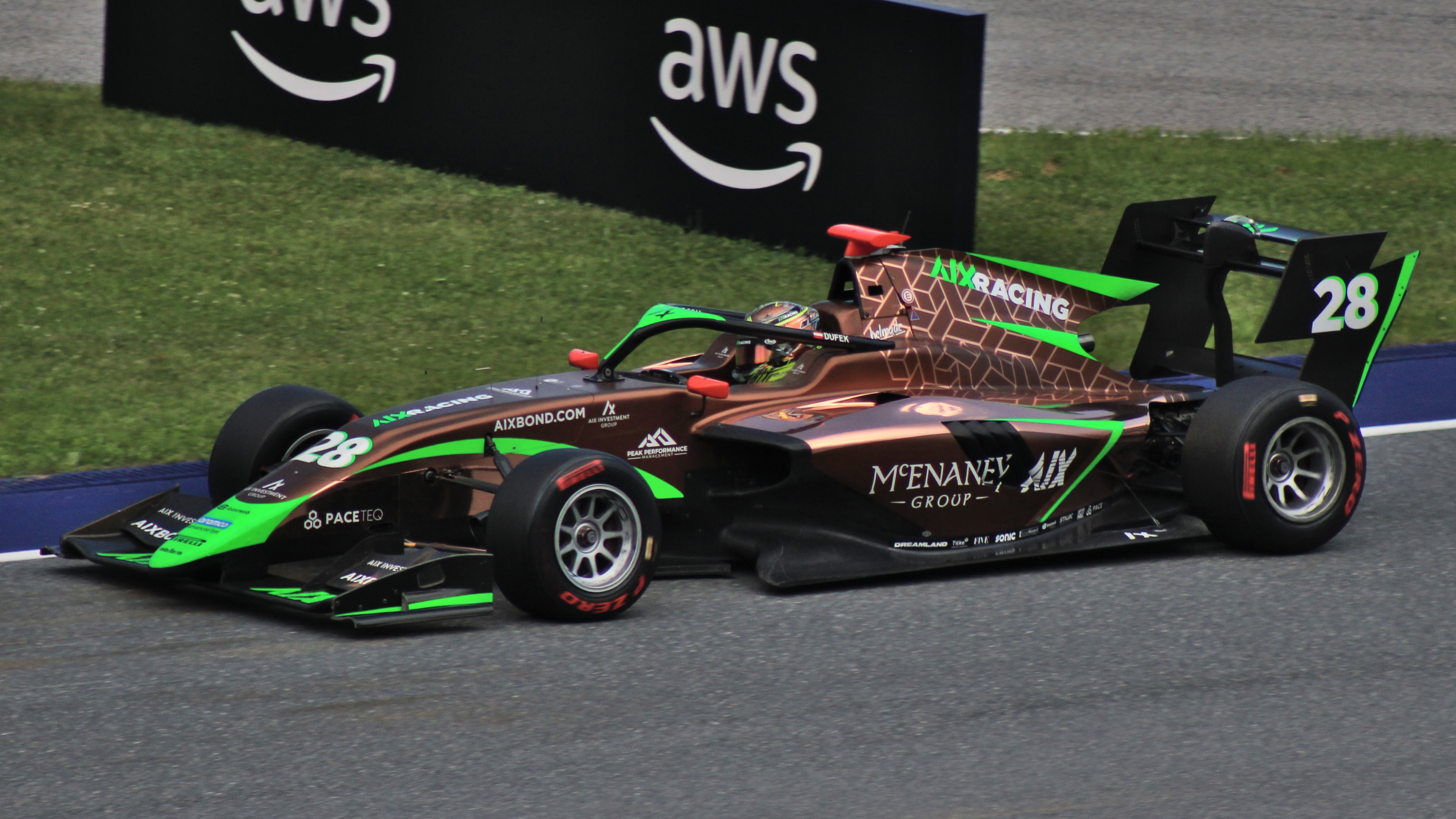
Joshua Dufek en Formule 3 FIA en 2024 à Spielberg.

En 2024, Dufek fait ses débuts en Formule 3 FIA avec PHM Racing aux côtés de Nikita Bedrin et de Tasanapol Inthraphuvasak. La saison s'avère difficile pour le pilote suisse, passant son temps à se battre à l'arrière du peloton. Il réalise cependant sa meilleure qualification lors de la manche du Hungaroring, avec une sixième place sur la grille, mais est ensuite disqualifié pour poids minimum inférieur au règlement technique,. Il inscrit son seul point de la saison lors de la dernière manche à Monza en terminant dixième de la course principale, grâce à plusieurs pénalités infligées après la course. Il se classe vingt-huitième du championnat, derrière ses deux coéquipiers.

#### 2025
Pour la saison 2025, Dufek rejoint Hitech TGR aux côtés de Martinius Stenshorne et de Gerrard Xie. Malgré ce changement d'écurie, Dufek peine à progresser, ne se contentant que d'une onzième place lors de la course principale de Melbourne. Après la manche de Monaco, son écurie annonce son remplacement par Jesse Carrasquedo Jr. à compter de la manche de Barcelone, et ce pour le reste de la saison.

## Carrière

### Résultats en monoplace
| Saison | Championnat                          | Écurie                | Courses | Victoires | Pole positions | Meilleurs tours | Podiums | Points | Classement |
| ------ | ------------------------------------ | --------------------- | ------- | --------- | -------------- | --------------- | ------- | ------ | ---------- |
| 2020   | Championnat d'Espagne de Formule 4   | MP Motorsport         | 21      | 0         | 1              | 1               | 7       | 186    | 4e         |
| 2021   | Championnat d'Italie de Formule 4    | Van Amersfoort Racing | 21      | 1         | 3              | 2               | 5       | 154    | 7e         |
| 2021   | Championnat d'Allemagne de Formule 4 | Van Amersfoort Racing | 15      | 0         | 0              | 0               | 4       | 127    | 7e         |
| 2022   | Formule Régionale Asie               | Hitech Grand Prix     | 9       | 0         | 0              | 0               | 0       | 12     | 18e        |
| 2022   | Formule Régionale Europe             | Van Amersfoort Racing | 19      | 0         | 0              | 0               | 3       | 79     | 9e         |
| 2023   | Formule Régionale Moyen Orient       | PHM Racing            | 15      | 0         | 0              | 3               | 2       | 105    | 6e         |
| 2023   | Formule Régionale Europe             | Van Amersfoort Racing | 12      | 0         | 1              | 0               | 0       | 52     | 13e        |
| 2023   | Euroformula Open                     | CryptoTower Racing    | 8       | 1         | 0              | 0               | 7       | 138    | 7e         |
| 2023   | Formule 3 FIA                        | Campos Racing         | 2       | 0         | 0              | 0               | 0       | 0      | 30e        |
| 2024   | Formule 3 FIA                        | PHM AIX Racing        | 20      | 0         | 0              | 0               | 0       | 1      | 28e        |
| 2025   | Formule 3 FIA                        | Hitech TGR            | 8       | 0         | 0              | 0               | 0       | 0      | 30e        |